# Comuna Kekîne
Kekîne (în ucraineană Кекине) este o comună în raionul Sumî, regiunea Sumî, Ucraina, formată din satele Kapitanivka și Kekîne (reședința).

## Demografie
Componența lingvistică a comunei Kekîne
     Ucraineană (95,1%)
     Rusă (4,72%)
Conform recensământului din 2001, majoritatea populației comunei Kekîne era vorbitoare de ucraineană (95,1%), existând în minoritate și vorbitori de rusă (4,72%).